# Gorno-Badahșan
Gorno-Badahșan (în dari și persană: بدخشان; în tadjikă Бадахшон, Badahșon) sau Badahșanul de Munte este una dintre cele patru provincii (wilaya) în care se împarte Tadjikistanul. Se află în sud-estul țării. Este o provincie autonomă formată în mare parte din lanțuri montane (lanțul muntos Pamir), constituind 40% din teritoriul național.